# Société du patrimoine des mines du Niger
La Société du patrimoine des mines du Niger (SOPAMIN) est une société nigérienne qui gère les participations de l'État nigérien dans les sociétés minières opérant dans le pays.

## Historique
La SOPAMIN a été créée en 2007, succédant à l’Office National des Ressources Minières (ONAREM).
En 2015, la Sopamin est impliquée dans une affaire de commerce international d'uranium organisée par le groupe français Areva, qui a permis l’évaporation de  18 millions d’euros.
Le 16 février 2017, le journal "Le Courrier" accuse l’État du Niger d'avoir caché en 2011 près de 200 milliards de francs CFA (319 millions de dollars) provenant des comptes BNP Paribas de la Sopamin sur un compte bancaire à Dubaï en 2011. En réaction, le ministre des Finances, Massoudou Hassoumi, ex-directeur de cabinet à la présidence de la République, dément ces accusations. En mars 2017, le Parlement du Niger enquête sur cette vente présumée douteuse d’uranium nigérien, baptisée “Uraniumgate”.

## Activité
Les missions de la SOPAMIN sont :
- Gérer les participations de l’État du Niger dans les sociétés exploitant des mines ou des carrières sur le territoire du Niger,
- Commercialiser les produits des mines et des carrières ; ces dernières années, environ 900 tonnes d’uranium par an ont été commercialisées par la SOPAMIN,
- Exercer le contrôle opérationnel des sociétés minières.

## Organisation
Le capital de la SOPAMIN est de 1 milliard de Francs CFA. Il est détenu par :
- l’État du Niger pour 98 %,
- la SONICHAR pour 1 %,
- la SNCA pour 1 %.

La SOPAMIN détient des participations dans :
- la COMINAK,
- la SOMAÏR,
- la société Imouraren SA,
- la SOMINA,
- la SML,
- la CNTPS,
- la SNCA,
- la Société nouvelle cimenterie de KAO.